# 川勝鉄弥
川勝 鉄弥（かわかつ てつや、1850年11月29日（嘉永3年10月26日） - 1915年（大正4年）6月11日）は、明治時代のバプテスト派牧師。長崎県生まれ。

## 来歴・人物
肥前大村藩（現・長崎県）に生まれた。大村藩士として戊辰戦争（1868年）に参加し、上野戦争で負傷した。ジェームス・バラから英語を学ぶと同時にキリスト教に触れ、1874年（明治7年）2月に井深梶之助、本多庸一、熊野雄七らと共に受洗した。翌年よりネイサン・ブラウンのもとで聖書を学ぶうちに浸礼の意味を知り、1877年（明治10年）5月に浸礼を受けてバプテスト教会に入った。1879年（明治12年）に按手礼を受け、バプテスト派最初の日本人牧師となった。ネイサン・ブラウンの新約聖書和訳に協力し、『志無也久世無志与（しんやくぜんしょ）』の完成に尽くした。更に、W.J.ホワイトのよる漢字交じり表記の横浜第一浸礼教会刊『新約全書』にも協力した。また、賛美歌の作詞等も行っている。1892年（明治25年）に南部バプテストの九州伝道が始まると、小倉、福岡に赴き、1894年（明治27年）に正式に移籍して九州、山口の伝道に貢献した。司牧した教会は横浜、小倉、下関、佐世保、熊本である。1915年（大正4年）6月11日、66歳で死去した。